# Бертолд фон Вернигероде
Бертолд фон Вернигероде (на немски: Bertold von Wernigerode; † 18 февруари 1126 при Кулм) е граф в Дерлингау, Остфалия, Хаймар, Вернигероде, Ахайм.

## Произход
Той е син на Адалберт I фон Вернигероде († сл. 1141), граф в Дерлингау, Остфалия, Хаймар, Вернигероде. Брат е на граф Людолф фон Вернигероде († сл. 1156).

## Деца
Бертолд фон Вернигероде има два сина:
- Албрехт II († сл. 1179), граф на Вернигероде
- граф Хайнрих I фон Вернигероде († ок. 1119)